# 데스 (밴드)
데스(영어: Death)는 1983년 보컬/기타리스트 척 슐디너가 결성한 미국 플로리다주 올랜도 출신의 데스 메탈 밴드이다. 데스는 가장 영향력 있는 헤비 메탈 밴드 중 하나로 평가되며 데스 메탈의 선구자 역할을 한 밴드이다. 그들의 데뷔 음반 Scream Bloody Gore는 사상 첫 번째 데스 메탈 음반이라고 여겨진다. 밴드의 리더 격의 멤버인 척 슐디너는 '익스트림 메탈의 아버지'라고도 불린다. 초창기의 데스는 척 슐디너의 원맨밴드로 시작했지만 시간이 지나면서 구성원을 갖추게 된다. 밴드의 음반 또한 초기의 직선적인 사운드에서 후기로 갈 수록 더 복잡해지고 현학적인 사운드로 발전하는 것을 알 수 있다. 2001년 12월, 데스는 척 슐디너가 교종과 폐렴에 의해 사망한 뒤 해체되었으나 여전히 메탈 음악 계에 큰 영향을 미치고 있다.

## 구성원

### 최종 라인업
- 척 슐디너(Chuck Schuldiner) (사망 2001) – 기타 (1983–2001), 보컬 (1984–2001), 베이스 기타 (1983-1984,1986–1987)
- 섀넌 햄(Shannon Hamm) – 기타 (1996–2001)
- 리처드 크리스티(Richard Christy) – 드럼 (1996–2001)
- 스콧 클렌데닌(Scott Clendenin) (사망 2015) – 베이스 기타 (1996-1997, 1998–2001)

### 전 구성원
| 기타리스트 - 릭 로즈(Rick Rozz) (1983–1985, 1987–1989) - 맷 올리보(Matt Olivo) (1985) - 폴 매스비달(Paul Masvidal) (1989, 1990, 1991–1992) - 앨버트 곤잘레즈(Albert Gonzalez) (1990) - 제임스 머피(James Murphy) (1989–1990) - 앤디 라로크(Andy LaRocque) (1993) - 랠프 샌톨라(Ralph Santolla) (1993) - 바비 코엘블(Bobby Koelble) (1995) 베이시스트 - 데이브 텟(Dave Tett) (1984) - 스콧 칼슨(Scott Carlson) (1985; 보컬 담당) - 에릭 미드(Erik Meade) (1985) - 테리 버틀러(Terry Butler) (1987–1990) - 스티브 디 지오르지오(Steve Di Giorgio) (1986, 1991, 1993–1994, 1997–1998) - 켈리 콘론(Kelly Conlon) (1995) | 드러머 - 캠 리(Kam Lee) (1983–1985) 보컬 (1983–1984) - 에릭 브레시트(Eric Brecht) (1985) - 크리스 라이퍼트(Chris Reifert) (1986–1987) - 빌 앤드류스(Bill Andrews) (1987–1990) - 션 라이너트(Sean Reinert) (1991–1992) - 진 호글란(Gene Hoglan) (1993–1995) - 리처드 크리스티(Richard Christy) (1996–2001) 라이브 구성원 - 스콧 카리노(Skott Carino) - 베이스 기타 (1991–1992) - 랠프 샌톨라(Ralph Santolla) - 기타 (1994) - 크레이그 로치세로(Craig Locicero) - 기타 (1993) - 브라이언 벤슨(Brian Benson) - 베이스 기타 (1995) |  |

## 디스코그래피
- Scream Bloody Gore (1987)
- Leprosy (1988)
- Spiritual Healing (1990)
- Human (1991)
- Individual Thought Patterns (1993)
- Symbolic (1995)
- The Sound of Perseverance (1998)